# Oskar Blencke

Oskar Blencke

Georg Oskar Blencke (28. Dezember 1848 in Goßra, Kreis Zeitz – 26. September 1901 in Berlin) war ein deutscher Theaterschauspieler.

## Leben
Blencke, Sohn eines Landarztes, sollte eigentlich Koch werden. Doch erwählte den Beruf des Schauspielers und debütierte 1867 in Stargard.
Nachdem er sich an mehreren kleinen Bühnen herumgetrieben hatte, ging er 1869 ans Belle-Alliancetheater, blieb aber dort nur ein Jahr. 1872 ging er nach Görlitz und wurde von dort ans Wallnertheater verpflichtet. 1888 wechselte er ans Lessingtheater. Dort wurde er, früher im Lustspiel und dem Schwank tätig, auf dem Felde der Charakteristik beschäftigt. 1891 wurde er an das Hoftheater berufen, dass er 1895 wegen eines Halsleidens verlassen musste.
Er versuchte es noch einige Zeit – erfolglos – als Gastwirt. Von der Bühne verabschiedete er sich als „Fischer“ in Guten Morgen, Herr Fischer anlässlich einer Wohltätigkeitsvorstellung am 31. März 1901. Wenige Monate später, am 26. September 1901, verstarb er.